# Agriades hesselbarthi
Agriades hesselbarthi är en fjärilsart som beskrevs av Yuri P. Nekrutenko 1974. Agriades hesselbarthi ingår i släktet Agriades och familjen juvelvingar. Inga underarter finns listade i Catalogue of Life.